# داینا ناه
داینا ناه (به انگلیسی: Dinah Nah) (زاده ۲۳ اوت ۱۹۸۰) خواننده سوئدی است. 